# دون نيل
دون نيل (بالإنجليزية: Don Neal)‏ هو سياسي أسترالي، ولد في 31 مايو 1939 في أستراليا. حزبياً، نشط في الحزب الوطني الأسترالي في كوينزلاند ‏. وقد انتخب عضو المجلس التشريعي ولاية كوينزلاند.